# Winter (golfinho)
Winter (nascida em 2005) foi um golfinho fêmea que residiu no Aquário Marinho de Clearwater na Flórida, célebre por ter uma prótese de cauda. Winter é o tema do filme Dolphin Tale ("Winter, o golfinho"), uma dramatização de sua história.

## História
Winter foi encontrada na costa da Flórida, em dezembro de 2005, capturada em uma armadilha de caranguejo, que resultou na perda de sua cauda. Ela foi encontrada e levada para o Aquário. Ela foi equipada com um silicone e cauda de plástico, que lhe permite nadar normalmente. Ela se tornou uma atração muito popular no aquário, o que levou à criação do filme. Quando viva, era possível a assistir ao vivo pelo site seewinter.com.